# Swing Symphony
Swing Symphony é um grupo de 14 curtas-metragens musicais, criados de 1941 a 1945, que costumavam apresentar os melhores músicos de boogie-woogie. Dirigido por Walter Lantz, os desenhos animados da Swing Symphony são um pastiche mais contemporâneo das Silly Symphonies da Disney. Alguns desses curtas incluem os personagens Pica-Pau e Andy Panda. 

## História
Quando Ben Hardaway deixou a Warner Bros. em 1939, ele foi contratado por Walter Lantz para trabalhar nos storyboards dos desenhos animados do Universal Studio, incluindo Swing Symphony. Ele também forneceu seus talentos de voz para Woody Woodpecker em 1942 até 1948. Darrell Calker, que esteve envolvido nos círculos de jazz, compôs a música e trouxe músicos famosos como Nat King Cole e Meade Lux Lewis para tocá-los. O pianista Bob Zurke gravou o desenho animado Jungle Jive antes de morrer aos 32 anos. 
Em 1943, Juke Box Jamboree foi indicado ao Oscar de Melhor Curta-Metragem de Animação, mas perdeu para Der Fuehrer's Face, da Disney. Poucos dos desenhos animados de Lantz foram destacados por estereótipos e racismo, mas Joe Adamson disse que eles não pretendem ser ofensivos.

## Filmografia
| #    | Título                          | Título PT-BR                              | Desenhado por (Animador)                                                                         | Personagens                                                       | Números de identificação | Data de lançamento    |
| ---- | ------------------------------- | ----------------------------------------- | ------------------------------------------------------------------------------------------------ | ----------------------------------------------------------------- | ------------------------ | --------------------- |
| 1007 | US $ 21 a Day - (Once a Month)' |                                           | Alex Lovy e Frank Tipper                                                                         | Pica-Pau e Andy Panda                                             | 07585                    | 1 de dezembro de 1941 |
| 1010 | The Hams That Couldn't Be Cured | Os Presuntos Que Não Foram Cozidos        | Alex Lovy e Ralph Somerville                                                                     | Algernon Wolf (na dublagem, Pilantroso Lobo) e os Três Porquinhos |                          | 4 de março de 1942    |
| 1015 | Juke Box Jamboree               | Vitrola Maluca                            | Laverne Harding                                                                                  |                                                                   | 27 de julho de 1942      |                       |
| C-1  | Yankee Doodle Swing Shift       |                                           | Harold Mason                                                                                     | 21 de setembro de 1942                                            |                          |                       |
| C-4  | Boogie Woogie Sioux             | Boogie Woogie da Chuva                    | Robert Bentley                                                                                   | 30 de novembro de 1942                                            |                          |                       |
| C-7  | Cow-Cow Boogie                  |                                           | Harold Mason                                                                                     | 1 de março de 1943                                                |                          |                       |
| C-10 | The Egg Cracker Suite           | Sinfonia Balançada                        | Les Kline                                                                                        | Oswald the Lucky Rabbit                                           | 22 de março de 1943      |                       |
| C-13 | Pass The Biscuits Mirandy!      |                                           | Paul J. Smith                                                                                    |                                                                   | 09275                    | 27 de agosto de 1943  |
| D-1  | Boogie Woogie Man               | Laverne Harding e Les Kline               |                                                                                                  | 27 de setembro de 1943                                            |                          |                       |
| D-3  | The Greatest Man In Siam        | Pat Mathews, Emery Hawkins e Grim Natwick | 09585                                                                                            | 27 de março de 1944                                               |                          |                       |
| D-5  | Jungle Jive                     | Swing da Selva                            | Paul J. Smith Emery Hawkins, Laverne Harding, Les Kline, Pat Matthews e Don Williams             |                                                                   | 15 de maio de 1944       |                       |
| D-7  | Abou Ben Boogie                 |                                           | Paul J. Smith, Pat Matthews, Grim Natwick, Don Williams, Les Kline, Dick Lundy e Laverne Harding | 09876                                                             | 18 de setembro de 1944   |                       |
| D-10 | The Pied Piper Of Basin Street  | O Tocador de Trombone                     | Pat Mathews e Laverne Harding                                                                    | 10120                                                             | 15 de janeiro de 1945    |                       |
| D-13 | Sliphorn King Of Polaroo        | O Rei de Polaroo                          | Pat Mathews                                                                                      |                                                                   | 19 de março de 1945      |                       |